# Lisa Carringtonová
Lisa Carrington (* 23. června 1989 Tauranga) je novozélandská rychlostní kanoistka, která se věnuje především kajaku a sprintu, tedy krátkým tratím. Patří k nejúspěšnějším novozélandským sportovcům všech dob a je nejúspěšnější olympioničkou této země. V kategoriích K1 (singl kajak) a K2 (debl kajak) získala pět zlatých olympijských medailí, čtyři z toho jsou singlové (200 m v Londýně 2012, 200 m v Riu 2016, 200 a 500 m v Tokiu 2020), jednu získala ve dvojici s Caitlin Regalovou, a to na pětisetmetrové trati v Tokiu. Krom toho má ještě singlový olympijský bronz na trati 500 metrů z Ria. Je rovněž desetinásobnou mistryní světa, devět těchto titulů je individuálních, jeden deblový. Získala je v letech 2011-2019. Čtyřikrát byla vyhlášena novozélandskou sportovkyní roku (2016, 2017, 2018, 2019). Hlásí se k maorskému původu.